# Jan Lodewijksz. van Rosengeyn
Jan Lodewijksz. van Rosengeyn was een zeevaarder en koopman in dienst van de Oude Compagnie en daarna van de VOC. In 1606 was hij koopman op de Duyfken, waarmee hij samen met schipper Willem Jansz Australië ontdekte. Hij vervulde meerdere functies in Oost-Indië. Zijn achternaam Rosengeyn was ontleend aan het Banda-eiland Sarangoeni dat door de Nederlanders verbasterd werd tot Rosengeyn (het huidige Pulau Rozengain).

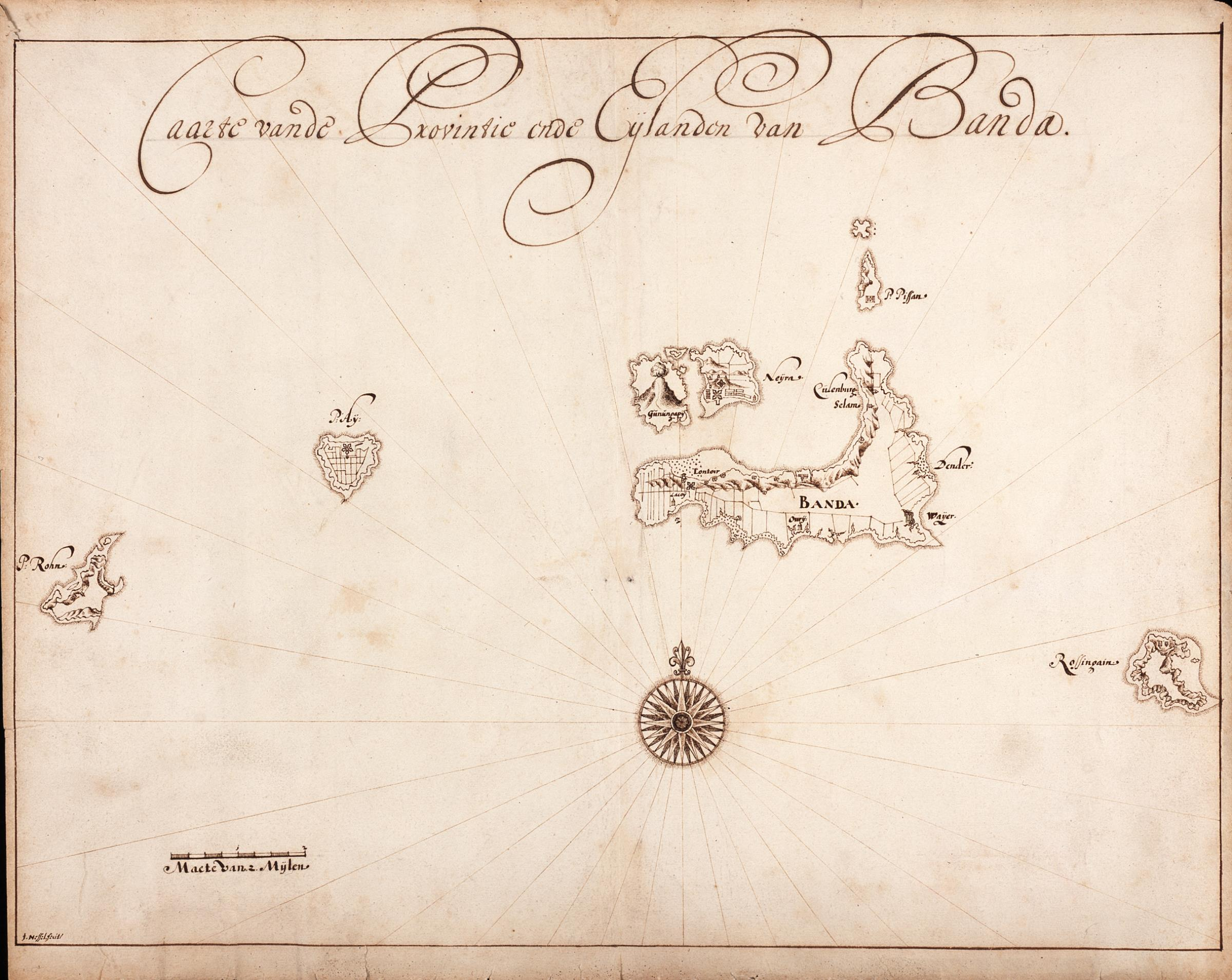
Rossingain op een kaart uit 1650.

## Rosengeyn
Jan Lodewijksz. ging in mei 1598 naar Indië met de vloot van Jacob van Neck, die ook wel de tweede schipvaart genoemd wordt. Van Neck voer begin 1599 vanaf Bantam met vier volgeladen schepen weer terug naar huis, terwijl Jacob van Heemskerck en Wybrand van Warwijck verder voeren naar Ambon. Van daar voer Van Heemskerck met de Gelderland en de Zeeland naar de Banda-eilanden, waar hij op 15 maart aankwam. Na foelie en nootmuskaat ingekocht te hebben liet hij bij zijn vertrek op 2 juli zowel op Lontor als op Banda Neira tien mensen achter met 'een goet cargesoen' aan geld en koopwaar voor het doen van verdere handel ('de winckel toegestelt'). Op Lontor was dat de koopman Adriaen van Veen van het schip de Zeeland, enkele onderkooplieden en enkele zeelieden die zich daarvoor hadden aangemeld. Een van hen was Jan Lodewijksz. In deze periode ging hij zich Rosengeyn noemen, of anderen noemden hem zo, vermoedelijk na een verblijf op het eiland met die naam. Dit meest oostelijk gelegen eilandje van de Banda-groep werd door de Portugezen Saranguni genoemd. De Nederlanders spelden het op velerlei manieren, zoals Rossingeyn (op de kaart van Joris Laerle), Rasangyn, Rosingain, Roossingein, Rossengheyn etc.

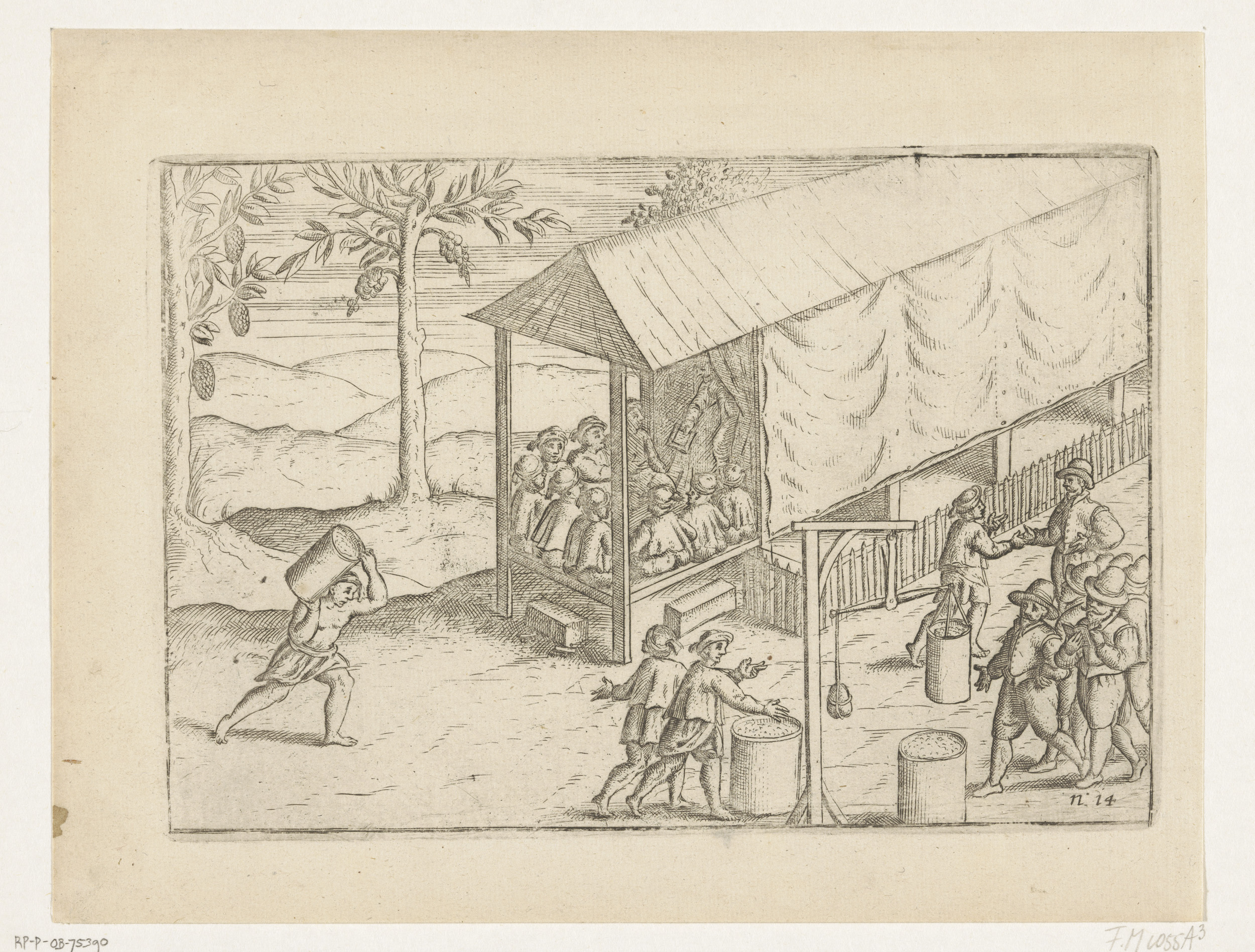
De loge op Banda

De kooplieden op Banda werden al spoedig bedreigd door 14 boten met Javanen van het sultanaat Toeban die hen wilden verdrijven. De sultan was een bondgenoot, maar zag zijn positie als tussenhandelaar in gevaar komen door de aanwezigheid van de Nederlanders zo dicht bij de bron van de specerijen. Op 9 mei 1600 arriveerden echter de Maan en de Morgenster van de vloot van Steven van der Hagen. De Javanen verwelkomden hen hartelijk en vertrokken schielijk. De Morgenster kocht foelie en nootmuskaat, en nam ook de voorraad van Van Veen aan boord voor rekening van Van Neck. In februari 1602 arriveerden de Utrecht en de Zeeland van de Molukse vloot van Wolfert Harmensz. De Zeeland werd volgeladen met foelie en nootmuskaat, en men wilde net met de Utrecht beginnen toen Harmensz zelf arriveerde met de Gelderland en twee jachten, de Wachter en de Duyfken. Harmensz sloot contracten met de bewoners van Lontor, Neira, Rosengain en Poelau Ai over exclusieve levering van de specerijen aan de VOC. Hij besloot de Gelderland en de Duyfken te laden en de Utrecht en de Wachter naar Ternate te sturen om daar de kruidnageloogst af te wachten. Hij loste Adriaen van Veen en zijn metgezellen af, verving hen door andere mensen en keerde terug naar Bantam. Zo kwam Lodewijksz. in Bantam terecht, waar hij vervolgens als onderkoopman, samen met de opperkoopman Claes Gaeff, achter bleef in de factorij om op de goederen te letten en te wachten op de komst van de Utrecht en de Wachter. Lodewijksz. bleef er niet lang. Eind 1602 keerde hij terug naar Nederland.

## Australië
In 1605 was hij weer terug in Bantam. Toen werd door Jan Willemsz. Verschoor, opperhoofd van de factorij, een expeditie uitgerust ‘tot het ontdecken van het groot land van Nova-Guinea en andere Oost- en Suyderlanden’. Hiervoor werd bestemd het jacht Duyfken, dat met schipper Willem Jansz door Steven van der Hagen in Bantam was achtergelaten voor dit soort ondernemingen. Het was een klein scheepje, maar wel met drie masten en zo’n twintig zeelieden en tien kanonnen aan boord. Als koopman ging Jan Lodewijksz. van Rosengeyn mee.

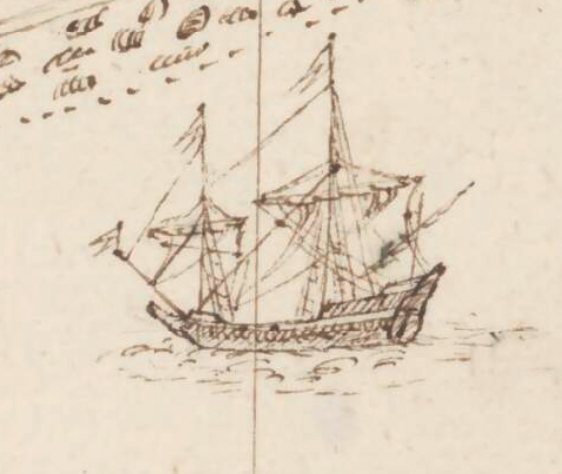
Duyfken.

18 november vertrokken Jansz. en Rosengeyn naar Banda, en zeilden van daar via de Kei-eilanden en de Aroe-eilanden naar de kust van Nieuw-Guinea. Ze volgden die kust in zuidoostelijke richting. Bij een landingspoging werden acht opvarenden vermoord door de inheemse bewoners. De nog onbekende Straat Torres voorbij varend kwamen ze in wat later de Golf van Carpentaria werd genoemd. Ook hier werd met een sloep een rivier verkend, waar nog een opvarende gedood werd door een vanaf de oever geworpen speer. Het land bleek voornamelijk dor en droog te zijn. Toen het voedsel en drinkwater dreigde op te raken keerde de Duyfken met inmiddels nog maar de helft van de bemanning terug naar Banda. De verst zuidelijke plek die bereikt was werd Kaap Keerweer genoemd. Met deze expeditie waren Jansz. en Rosengeyn en hun bemanningsleden de eerste Europeanen die Australië hebben betreden.
Zowel Rosengeyn als Jansz. schreven een verslag van de reis. Op 22 september 1616 schreef gouverneur-generaal Laurens Reael vanuit de Molukken aan Jan Pieterszoon Coen in Bantam om als 'senor J. Rossingeijn daar kwame te arriveren, zal UEd. hem gelieven af te eischen het Journaal van zijne reize naar Nova-Guinea gedaan'. Rosengeyn kwam pas in december 1617 met de Zwarte Leeuw in Bantam aan. In 1620 schreef Coen dat hij 'nieuwe teekening of beschrijving van Nova-Guinea en het Zuidland achter Java' in zijn bezit had. Zowel het verslag van Rosengeyn als dat van Jansz. is echter verloren gegaan. Wel zijn stukken tekst bewaard gebleven in instructies die meegegeven werden aan latere expeditieleiders.
Nog in 1618 beriepen de bewindhebbers van de VOC zich op de ontdekkingen van Jansz. en Rosengeyn in de processen die de Australische Compagnie tegen hen aanspanden. Deze door Isaac Lemaire opgerichte compagnie moest volgens de VOC geëxcludeerd worden van handel in het hele zuidelijke gebied tussen Ceylon en de Salomonseilanden, ‘als synde by de Vereen. Oost-Indische Compagnie verscheynde malen order gegeven ‘t zelve gelegen te ontdecken, nadat zulks door gelijkcke hare last eens in het werk is gesteld door den schipper Willem Jansz. en den commies Jan Lodewijks van Rosingeyn die aan dezelfde cust van Nova-Guinea verscheyde ontdeckingen hebben gedaan als hunne journalen in het breed syn verhalende’.

## Fort Malaya

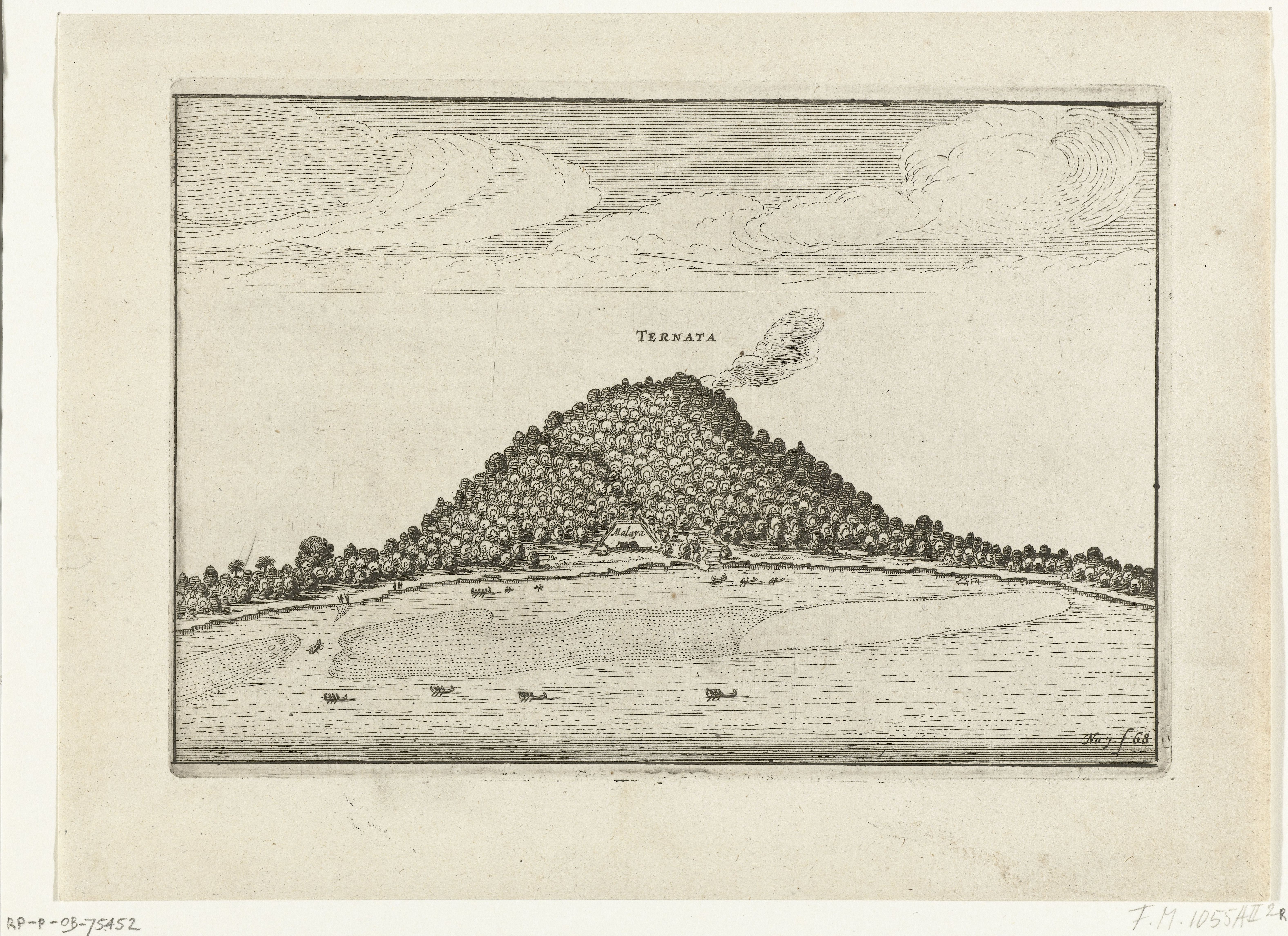
Casteel Malaya op Ternate.

In de zomer van 1607 voer Rosengeyn met de Duyfken naar Ternate. Hier was Cornelis Matelieff met zijn vloot gearriveerd om de Ternatanen te helpen tegen de Spanjaarden op Tidore. Zij hadden het stadje Gam Lamo (Gammelamme) aan de zuidwestkust van Ternate ingenomen en hadden er een groot fort gebouwd met de naam Nuestra Senhora de Rosario. De sultan van Ternate, Saidi Berkat, was met zijn familie naar Manilla meegevoerd. Een zoon, Muzaffar, had zich in Halmahera verschanst. Matelieff besloot ook een versterking te bouwen in Malaya, aan de andere kant van het eiland, en maakte contact met Muzaffar. Deze kwam terug naar Ternate en sloot een contract voor de exclusieve levering van kruidnagels aan de VOC. Toen Matelieff na voltooiing van het fort in juni 1607 met drie schepen naar China vertrok bleef Rosengeyn in Malaya achter met het bevel over de jachten Duyfken, Enckhuizen, Delft en Kleine Zon en later nog de Grote Zon. Bevelhebber van het garnizoen van 74 man was Gerrit van der Buys, opperkoopman van de Enckhuizen. Direct na het vertrek van Matelieff probeerden de Spanjaarden Malaya te veroveren. Het nieuwe fort maakte een benauwde tijd door, en de Ternatanen waren niet in staat om te helpen. Bovendien ging de Enckhuizen verloren toen het aan de grond liep in Halmahera. De Spanjaarden kregen daarna nog meer versterking vanuit Manilla, maar het garnizoen van Malaya hield desondanks stand. Aan boord van de Delft schreef Rosengeyn op 8 mei 1608 aan de gouverneur van Ambon, Frederik de Houtman, 'dat den Admirael Matelieff de slapenden heeft wacker gemaeckt' met het bouwen van het fort, want anders 'soude de vyant gedacht hebben, dat het maer coopluyden waeren, die daer quamen om te handelen' zodat 'wy op een ander tyt met een stercke vloot gecomen hadden om haer te besoecken'.

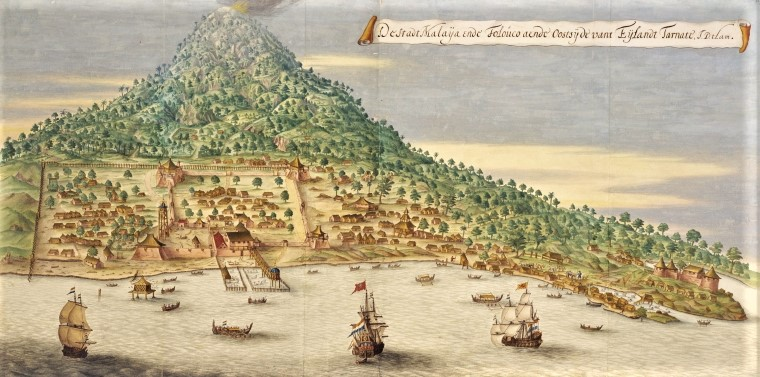
De stadt Malaija op Ternate.

Toen Paulus van Caerden met zijn vloot in Ternate arriveerde kreeg Rosengeyn het bevel over een door zijn vloot op de Portugezen veroverd fregat (een type jacht) om te proberen bij Gam Lamo Spaanse galeien te veroveren. Het grote voordeel van galeien was dat ze niet afhankelijk waren van de wind en weinig diepgang hadden, waardoor ze altijd en overal voorraden en manschappen konden vervoeren tussen de eilanden. De galeien bleken echter gewaarschuwd te zijn door een overgelopen matroos van het schip Banda, zodat ze zich gedeisd hielden. Daarna nam Rosengeyn samen met Willem Jansz. ook deel aan de verovering door Van Caerden van het Spaanse fort Tafasoho op het eiland Makian. Alleen de kleinere schepen, zoals de Patani (met Van Caerden), Duyfken en het fregat, namen er aan deel. Op 21 juni werd van drie zijden de heuvel waarop het fort stond bestormd en veroverd. De kapitein Apollonius Schotte werd commandant van een garnizoen van 125 man. De plaatselijke hoofden beloofden trouw aan de sultan van Ternate en aan stadhouder Maurits. Helaas gingen twee schepen verloren toen ze door een plotselinge deining op de klippen werden geworpen, en de Duyfken bleek versleten en niet meer zeewaardig te zijn, zodat het als wrak op Ternate werd achtergelaten.
Van Caerden was erg tevreden over Rosengeyn. Op 3 augustus 1608, toen Rosengeyn terugging naar Nederland, schreef hij over hem in een rapport aan de Heren XVII: ‘Jan Lodewijcksen Rossengijn heeft hem hier mede seer well gequeten ende gedraagen, soodatt mij niet te vooren gecomen is eenige getuygenisse ofte clachte, streckende tot sijn naardeel’.

## De tocht naar Manilla
Toen in 1609 Pieter Both door de Heren XVII als eerste gouverneur-generaal van de VOC in Azië werd aangesteld kreeg hij instructie om een Raad van Indië te formeren en was ‘Jan Lodewijcks van Rossengijn’ een van de twee personen die daar in ieder geval lid van moesten worden. Hij werd aangesteld als opperkoopman op Boths pas gebouwde schip Wapen van Amsterdam. Om een onbekende reden was hij er toen de vloot vertrok echter niet bij. Ook later zou hij nooit tot de Raad toetreden.

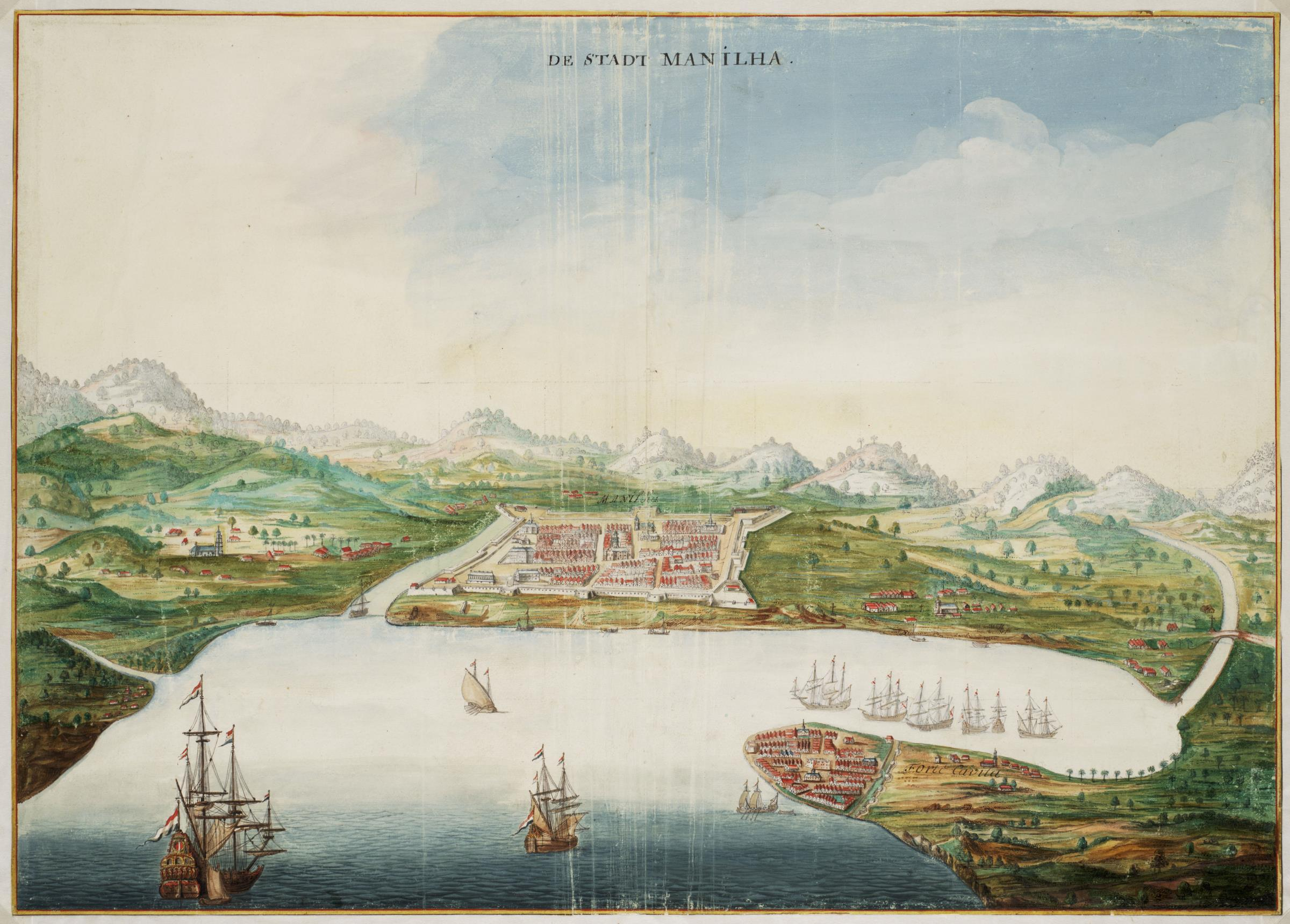
Manilla ca. 1665.

Pas in december 1611 ging hij opnieuw naar Indië met de vloot van Adriaen Maertensz. Block, op het schip Oude Zon, en arriveerde eind november 1612 in Bantam. Hij vergezelde Block toen deze met vier schepen vertrok naar het fort bij Malaya op Ternate, dat inmiddels Fort Oranje heette. Daar benutte Pieter Both de extra schepen bij zijn verovering van het Spaanse fort Marieko op Tidore in februari 1613. Rosengeyn bleef toen op Tidore en Ternate als koopman en fiscaal onder de door Both benoemde vicegouverneur Laurens Reael. In augustus 1614 stuurde deze hem naar Siau om daar te helpen een nieuwe radja aan te stellen, aangezien de oude en zijn zoon door de Spanjaarden naar Manilla was gevoerd. Het eiland was eerder dat jaar door de Ternataanse Kapitan Laut Ali  met hulp van de VOC veroverd, waarna de VOC er een klein garnizoen had achtergelaten. In februari 1616 stuurde Reaal hem als opperkoopman naar Banda op het schip de Rode Leeuw. In september nam hij met dat schip deel aan de tocht van Jan Dirksz. Lam met tien schepen vanuit Ternate naar Manilla om een aanval op die stad te doen. De tocht was geen succes. Rondom de baai van Manilla werden met de Spanjaarden handel drijvende Chinese jonken gekaapt, maar omdat de schepen hierdoor verspreid raakten moest Lam het met slechts zes schepen opnemen tegen een veel grotere Spaanse vloot. Zijn vlaggenschip Grote Zon en twee andere schepen gingen ten onder. Rosengeyn had hij met de Rode Leeuw en de Vlissingen naar het noorden gestuurd, waar een Spaans galjoen tot zinken werd gebracht. Met een gekaapte jonk en een rijke buit kwam Rosengeyn op 18 juni 1617 in Hirado in Japan aan, waar op 3 juli ook Lam met zijn overgebleven schepen arriveerde. De toch al oude Rode Leeuw sloeg in een storm ('eenen geweldigen storm, tuffon genaempt') op de kust, waarbij het zoveel schade opliep dat Lam besloot het te laten slopen. De goederen werden overgeladen in de uit Macau aangekomen Zwarte Leeuw. Rosengeyn voer hiermee in oktober terug naar Bantam en kwam daar op 11 december aan.

## Het incident met deSaint Michel

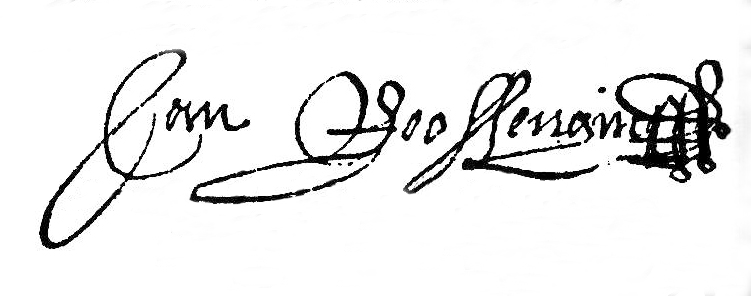
Handtekening van Jan Rosengeyn.

De laatst bekende episode waarin Rosengeyn een rol speelde vond plaats in januari 1618, toen twee Franse schepen in de Javazee verschenen: de Saint Michel en de Saint Louis uit Saint-Malo. Ze waren in mei al aan de Coromandelkust gesignaleerd, en waren uitgevaren voor de door koning Hendrik IV van Frankrijk gefinancierde Compagnie des Indes Orientales. De bemanning bestond voor een groot deel uit Nederlanders. De bevelhebber was Hans de Decker, die eerst voor de VOC had gevaren. Zijn schip, de Saint Michel, werd door de toevallig op weg naar Ambon passerende Laurens Reael aangehouden. De Decker werd door Rosengeyn met het jacht Ceylon naar Bantam gebracht om teruggestuurd te worden naar Nederland. In Bantam wilde Jan Pieterszoon Coen hem echter niet zonder meer laten gaan, vanwege zijn schending van het door de Staten-Generaal aan de VOC verleende alleenrecht op de handel in Azië. Hij droeg Rosengeyn op hem over te brengen naar het schip de Zierikzee, dat voor de kust lag. Toen De Decker dat van Rosengeyn te horen kreeg wist hij te ontsnappen naar de Engelse factorij in Bantam, waarna hij werd ondergebracht bij de Pangeran van Bantam. Als drukmiddel voor uitlevering liet Coen de Saint Michel en de Nederlandse bemanning inlijven bij de VOC. Intussen was De Decker al met een Engels schip vertrokken om in Europa schadevergoeding te eisen. Door dit incident werd de relatie met de Engelsen en de Pangeran nog slechter dan hij al was, en Coen maakte haast om een permanente versterkte plek voor de Compagnie in Jacatra te verwerven.
Rosengeyns naam prijkt nog op resoluties van Coen van begin maart genomen aan boord van de Zierikzee, maar vermoedelijk vertrok hij diezelfde maand weer naar Nederland met de Goede Fortuin, en kwam in november terug in Nederland, waarna hij verdwijnt uit de geschiedschrijving.